# Thỏ trắng New Zealand

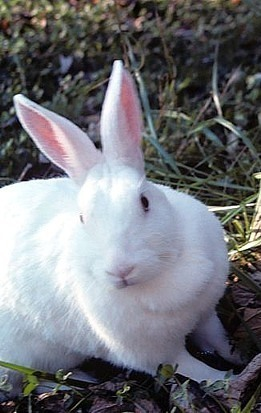
Thỏ trắng Tân Tây Lan là một trong những giống thỏ lấy thịt thông dụng, chúng lớn nhanh, trọng lượng đến 5,5kg/con, tỷ lệ xẻ thịt đạt 55%, với thịt có chất lượng

Thỏ New Zealand trắng hay thỏ trắng New Zealand là một giống thỏ nhà được nuôi phổ biến ở châu Âu, Mỹ để lấy thịt và làm cảnh. Chúng là giống thỏ có nhiều ưu điểm như khả năng sinh trưởng và phát triển nhanh, sinh sản nhiều, thịt thơm ngon, hấp dẫn và là một giống thỏ được nuôi phổ biến để lấy thịt thỏ, ngoài ra phân thỏ còn làm phân bón rất tốt cho các loài hoa và cây cảnh, lông da thỏ còn là nguyên liệu cho công nghiệp thuộc da. Ở Việt Nam, thỏ Thỏ New Zealand trắng còn được gọi là thỏ New Zealand vì các dòng khác không du nhập vào Việt Nam.

## Đặc điểm

### Ngoại hình
Thỏ New Zealand trắng có lông trắng bông dày, mắt đỏ hồng điều này giúp người ta có thể dễ dàng phân biệt thỏ Newzealand với các giống thỏ khác bởi bộ lông dày màu trắng tuyền, mắt hồng. Trọng lượng con trưởng thành khoảng 4,5–5 kg/con, khối lượng của một con thỏ trưởng thành vào khoảng từ 5- 5,5 kg/con. chúng lớn nhanh, thỏ từ khi sinh ra đến khi xuất chuồng vào khoảng 3 tháng và đạt trọng lượng từ 2,2 kg – 2,5 kg. Khối lượng của thỏ sơ sinh 50 - 60g, cai sữa đạt 600 - 700g, 3 tháng tuổi đạt 2,8 - 3,0 kg/con, trưởng thành đạt 4,5 - 5,5 kg/con, tỷ lệ xẻ thịt đạt từ 52 - 55%. Thịt có chất lượng tốt, hàm lượng đạm cao (18,5%), mỡ thấp (7,4%), khoáng nhiều (0,64%) cholesterol thấp (1,36 mg/100g VCK). Thịt thỏ ngon bổ, có tác dụng điều dưỡng cho những bệnh nhân tim mạch, người già, người béo phì.
Chúng có ngoại hình giống nhau và không phải là lưỡng hình giới tính nên việc phân biết đực cái có khó khăn. Để phân biệt giới tính cần béc bộ phận sinh dục của chúng ra xem, một tay cầm da gáy thỏ nhấc lên tay kia kẹp đuôi thỏ vào ngón tay trỏ và ngón giữa. Ngón tay cái ấn nhẹ vào lỗ sinh dục, vuốt nhẹ ngược lên phía trên bụng. Nếu thấy lỗ sinh dục tròn, hình trụ nổi lên và xa lỗ hậu môn đó là con đực, nếu lỗ sinh dục kéo dài thành khe rãnh gần hậu môn đó là con cái. Khi chọn giống khi thỏ được 45 -50 ngày tuổi, khối lượng 1,5 - 1,7 kg/con, hoạt bát, không bị thương tật, dị tật.

### Tập tính ăn
Thỏ trắng New Zealand là loài ăn tạp với mạng lưới thức ăn đa dạng và phong phú. Thức ăn chủ yếu của thỏ là thức ăn xanh (các loại rau, củ quả có trong tự nhiên) và một lượng cám tinh. Lượng thức ăn cho thỏ/ngày bằng 30 - 40% trọng lượng cơ thể. Các loại thức ăn thô xanh chiếm 50-60% khẩu phần ăn/ngày như thân, lá cây họ đậu (đậu xanh, đậu tương, lạc, củ đậu, keo dậu...), thân lá nhóm cây lương thực (sắn, ngô, khoai lang), Lá các loại rau (rau muống, rau cải, xu hào, bắp cải). Lá các nhóm cây khác (mít, ổi, cỏ voi, cỏ các loại). Thức ăn củ quả chiếm 30% khẩu phần gồm chuối, bí đỏ, cà rốt, thóc, ngô, khoai, sắn.
Cần cung cấp nước sạch mỗi con 0,1 - 0,5lít/ngày và được thay hàng ngày. Thỏ chết không phải do uống nước hay ăn cỏ ướt mà vì uống phải nước bẩn và ăn rau bị nhiễm độc. Sau 12h thức ăn không được thỏ ăn hết cần loại bỏ và thay thức ăn mới để tránh ôi thiu ẩm mốc làm thỏ bị tiêu chảy. Thỏ rất thích ăn về ban đêm còn ban ngày thì ngủ nhiều, ban đêm thỏ ăn gấp 2 - 2,5 lần ban ngày. Vào buổi sáng thỏ uống nước sau đó ăn thức ăn hạt (ngô, thóc) hoặc hỗn hợp thức ăn tinh (cám, ngô, bột khoáng). Trước khi giết thịt 7 ngày nên giảm thức ăn thô (cỏ khô, rơm) để tăng chất lượng thịt.

### Sinh sản
Đây là loài động vật rất mắn đẻ, trung bình một con đẻ từ 7 - 8 lứa/năm, một lứa đẻ từ 6 - bảy con. Thỏ động dục lúc 4-4,5 tháng tuổi, phối giống lần đầu khoảng 5-6 tháng tuổi. Với thỏ lần đầu tiên sinh sản, thì không có biểu hiện động dục ra bên ngoài, chủ yếu dựa vào tháng tuổi để cho thỏ phối giống. Còn với các thỏ đã sinh sản thì kiểm tra thấy niêm mạc âm hộ của thọ sưng, mảy và có màu đỏ nghĩa là thỏ có biểu hiện động dục. Trung bình mỗi năm thỏ New Zealand đẻ 6-7 lứa, mỗi lứa 7-8 con. Thỏ mang thai 28-32 ngày, trong thời gian này, cần tiến hành nuôi tách riêng con thỏ mang thai để tránh hiện tượng thỏ đùa giỡn làm động thai.

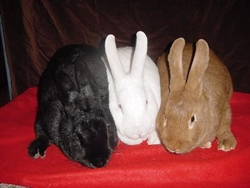
Thỏ trắng

Trọng lượng thỏ sơ sinh 55-60g/con, trọng lượng cai sữa khoảng 1 tháng tuổi là 650-700g/con, lúc 3 tháng tuổi đạt 2,8–3 kg/con, sau 3 tháng nuôi, thỏ đạt trọng lượng gần 3 kg/con. 30 ngày tuổi, đạt trọng lượng khoảng 650-700g, thỏ hậu bị đạt trọng lượng 3-3.5 kg.
Tuổi bắt đầu cho phối giống ở thỏ đực 8 tháng, thỏ cái 6 tháng. Khi thỏ cái động dục, thỏ cái khi đó bộ phận sinh dục của thỏ cái sưng lên và có màu đỏ, cho thỏ cái vào chuồng thỏ đực để giao phối (nếu làm ngược lại thì thỏ đực không chịu phối hoặc phối nhưng kết quả không cao), người ta cho thỏ cái phối giống với 2 thỏ đực khác nhau, đực non phối trước và đực già phối sau, cách nhau 4 - 6 giờ. 

## Chăn nuôi
Đây là một giống thỏ có nhiều ưu điểm hơn so với các giống thỏ thông thường khác như khả năng sinh trưởng và phát triển nhanh, sinh sản nhiều, thịt thơm ngon, hấp dẫn. Chúng sinh trưởng nhanh, thành thục sớm, nhiều thịt, phù hợp với phương thức chăn nuôi công nghiệp và gia đình. Thích nghi với nhiều vùng sinh thái khác nhau. Thỏ New Zealand là giống vật nuôi rất phù hợp với điều kiện khí hậu và thổ nhưỡng tại tỉnh Bình Phước. Chỉ cần diện tích đất 130m2 có thể xây dựng được hệ thống chuồng trại quy mô khoảng 600 con. Phối giống, thỏ này được phối giống với thỏ mắt ngọc ở địa phương. Kết quả là đàn thỏ lai lớn nhanh lại ít bệnh so với giống thỏ mắt ngọc thịt thỏ lai ngon. da thỏ trắng New Zealand còn được người Nhật sử dụng để sản xuất dược phẩm phục vụ cho nhu cầu của con người.